# AC Perugia Calcio
Associazione Calcistica Perugia Calcio, wcześniej A.C. Perugia, Perugia Calcio i Perugia – włoski klub piłkarski z siedzibą w Perugii. Klub został założony w 1905.
Do 2005 roku klub nosił nazwę Associazione Calcio Perugia (w skrócie AC Perugia). Do zmiany nazwy doszło na skutek kłopotów finansowych klubu. W lecie 2011 nazwa klubu została przemianowana na Associazione Calcistica Perugia Calcio.

## Sukcesy
- Serie A
  - 2. miejsce: 1978–79
- Puchar Intertoto UEFA
  - zwycięzca: 2003
- Supercoppa di Lega di Seconda Divisione
  - zwycięzca: 2011–12
- Puchar Serie D w piłce nożnej
  - zwycięzca: 2010–11
- Serie B
  - zwycięzca: 1974–75
- Serie C1
  - zwycięzca: 1932–33, 1945–46, 1966–67, 1993–94, 2013-14
- Serie C2
  - zwycięzca: 1987–88, 2011–12
- Serie D
  - 1929–30, 2010–11

## Europejskie puchary
Legenda do wszystkich tabel:
- Q – runda eliminacyjna, 1/16, 1/8, 1/4, 1/2 – odpowiednia faza rozgrywek, Grupa – runda grupowa, 1r gr – pierwsza runda grupowa, 2r gr – druga runda grupowa, F – finał, R – runda, PO – play-off
- k. – rzuty karne, los. – losowanie, Dogr. – dogrywka, w. – zasada bramek strzelonych na wyjeździe

| Sezon   | Rozgrywki        | Runda | Przeciwnik     | Dom | Wyjazd | Ogólnie |
| ------- | ---------------- | ----- | -------------- | --- | ------ | ------- |
| 1979/80 | Puchar UEFA      | 1R    | Dinamo Zagrzeb | 1–0 | 0–0    | 1–0     |
| 1979/80 | Puchar UEFA      | 2R    | Aris FC        | 0–3 | 1–1    | 1–4     |
| 1999    | Puchar Intertoto | 2R    | Pobeda Prilep  | 1–0 | 0–0    | 1–0     |
| 1999    | Puchar Intertoto | 3R    | Trabzonspor    | 0–3 | 2–1    | 2–4     |
| 2000    | Puchar Intertoto | 2R    | Standard Liège | 1–2 | 1–1    | 2–3     |
| 2002    | Puchar Intertoto | 3R    | VfB Stuttgart  | 2–1 | 1–3    | 3–4     |
| 2003    | Puchar Intertoto | 3R    | AC Allianssi   | 2–0 | 2–0    | 4–0     |
| 2003    | Puchar Intertoto | 1/2   | FC Nantes      | 1–0 | 1–0    | 2–0     |
| 2003    | Puchar Intertoto | F     | VfL Wolfsburg  | 1–0 | 2–0    | 3–0     |
| 2003/04 | Puchar UEFA      | 1R    | Dundee F.C.    | 1–0 | 2–1    | 3–1     |
| 2003/04 | Puchar UEFA      | 2R    | Aris FC        | 2–0 | 1–1    | 3–1     |
| 2003/04 | Puchar UEFA      | 3R    | PSV Eindhoven  | 0–0 | 1–3    | 1–3     |